# Tegel Media
Tegel Media ist eine Online-Plattform, die seit 2017 von den deutschen Schriftstellern Leif Randt und Jakob Nolte sowie dem Grafikdesigner Manuel Bürger betrieben wird. Die Betreiber bezeichnen Tegel Media als „Label für Content“.

## Geschichte
Das Projekt geht auf eine Initiative der befreundeten Schriftsteller Leif Randt und Jakob Nolte zurück. Seit 2016 planten sie zusammen mit dem Designer Manuel Bürger, der für die Volksbühne Berlin unter dem Intendanten Chris Dercon arbeitete, ein Magazin zu gründen. Sie entschieden sich für eine Online-Plattform, die im Frühjahr 2017 startete. Darauf werden im Monatsrhythmus Texte, Bilder und Videos veröffentlicht. Die Betreiber selbst bezeichnen das Projekt als „Label für Content“. Der Name „Tegel Media“ wurde gewählt, um nicht den Anschein eines Verlags zu wecken. Im Blog des Suhrkamp-Verlags wurde Tegel Media als Literaturzeitschrift porträtiert. Tegel ist ein Stadtbezirk und der Name des dort gelegenen, bis 2020 betriebenen Flughafens in Berlin, wo die Mehrzahl der Beteiligten lebt.

## Inhalt
Die Beiträge stammen unter anderem von Leif Randt, Jakob Nolte, Heinz Helle, Juan S. Guse, Max Kersting und Isabelle Graw. Die Medien umfassen PDF-Dateien, Bilder und Videos sowie auf Vinyl zum Kauf erhältliche Musik von Manuel Bürger. Die Gattungen umfassen Reiseberichte, Tagebücher, Gespräche, Cartoons und Anekdoten. Nolte gibt an, dass die Texte nicht nur literarisch, sondern auch journalistisch sein könnten. Für Randt soll die Website einen geschützten Raum schaffen zur „narrativen Entspannung der Webwelt“. Er vergleicht die Machart der Texte mit der Arbeit von Schriftstellern der 1960er Jahre wie Peter Handke, Rolf-Dieter Brinkmann und Jörg Fauser, die sich dem „Geschichtenerzählen entzogen“ und durch ihren Bezug auf die Gegenwart als Pop gegolten hätten. Das Projekt wurde mit der Popliteratur der 1990er Jahre sowie mit der Ästhetik früher Internetseiten verglichen.